# キミがおしえてくれた事feat.SEAMO
「キミがおしえてくれた事feat.SEAMO」（きみがおしえてくれたこと フィーチャリング・シーモ）は、日本の歌手Tiaraが2010年1月27日に日本クラウンよりリリースした2枚目のシングル。

## 背景
フィーチャリングで参加したSEAMOとは、デビュー前より面識があった。表題曲「キミがおしえてくれた事feat.SEAMO」を制作中、男性Rapを入れようという話になった時に、SEAMO以外は考えられなかったという。温かな人柄、背中を押してくれる前向きなリリックに惹かれ、Tiaraからラブコールを送ったとのこと。
カップリング「Chocolate kiss」は、表題曲とは対照的に明るいポップな曲調となっている。

## 曲と歌詞
キミがおしえてくれた事feat.SEAMO
- "別れと出逢い"をテーマに制作された。
- Tiara歌唱部分を制作し終えた後に、SEAMOがリリックを加えた形になったという。
- Tiara本人が18歳の時に実家を離れ、単身上京した日の事が描かれており、"さよならは新しい明日のため"　"意味のない涙はひとつも無い"など、旅立ちに向けて切なくも前向きな歌詞となっており、"別れや、新しい道へ踏み出す事に躊躇しないで、自分が信じた道を素直に進んで行って欲しい」そんなメッセージが込められている。

Chocolate kiss
- 作詞作曲はTiaraが行っている。
- 数年前からあった曲で、バレンタイン前夜の女の子の気持ちや様子を表現した曲とのこと。
- "せっかくならバレンタイン時期にリリースしたい"という本人の希望で、このタイミングでのリリースとなった。

Don't Stop
- 夜のドライブをイメージした曲となっている。
- 恋愛関係に無い男女の心情がドライブ中に発展して行く様を描いている。

## 備考
- 同曲の発売記念イベントにてSEAMOとのトークを行った際、近々発売する自身の曲とテーマや内容が被っており、リリックを書く際とても苦労した、とSEAMOが発言した。
- ミュージックビデオは、茨城県ひたちなか市のひたちなか海浜鉄道沿線にて行われた。車両を借り切っての撮影となったという。

## 収録曲
1. キミがおしえてくれた事feat.SEAMO
作詞：Tiara、SEAMO、作曲：Tiara、編曲&プロデュース：YANAGIMAN
2. Chocolate kiss
作詞：Tiara、作曲：Tiara、編曲&プロデュース：UTA
3. Don't Stop
作詞：前山田健一、Tiara、作曲&編曲：Yasushi Watanabe
4. キミがおしえてくれた事feat.SEAMO (INSTRUMENTAL)

## タイアップ
- NTV系「音楽戦士 MUSIC FIGHTER」1月オープニング・テーマ